# Chery LUI
Chery LUI — 5-и дверний малогабаритний позашляховик, концепт-кар 2006-го року, одна з версій наступника Chery Tiggo.
Дизайн компанії Torino Design. Ззовні нагадує Subaru B9 Tribeca.

## Технічні характеристики
| Характеристика | Показник |
| Довжина        | 4370 мм  |
| База           | 2510 мм  |

В комплектації відеосистеми, ксенонові фари.